# Artéria umeral circunflexa posterior
A artéria umeral circunflexa posterior é uma artéria que vasculariza o membro superior Músculo deltoide.